# 1947년 아삼 지진
1947년 아삼 지진은 1947년 7월 29일 현지시각 18시 43분에 발생한 모멘트 규모 Mw7.3, 최대진도 유럽 광대역 진도 계급 기준 V의 지진이다. 지진의 진앙은 인도와 티베트 사이 경계 지역이다. 일부 문헌은 인도 내, 혹은 티베트 내로 잡기도 한다. 지진으로 방출된 지진 모멘트의 크기는 1.5×1020 Nm이다. 지진의 단층면해나 발생 구조는 제대로 밝혀져 있지 않다. 중국 측 문헌에서는 이 지진의 진앙을 티베트 랑현이라 표기한 경우도 있다.
이 지진 3년 후인 1950년에는 규모 Mw8.6의 1950년 아삼-티베트 지진이 발생했다.

## 피해
지진으로 디브루가르, 조르하트, 테즈푸르 등 인도 동북부 곳곳에서 벽 담이 갈라지는 피해가 있었다. 구와하티에서는 일시적인 정전 피해도 보고되었다.

## 같이 보기
- 인도의 지진 목록
- 1947년 지진